# Spadella moretonensis
Espèce
Synonymes
- Paraspadella moretonensis Johnston & Taylor, 1919 - protonyme[2]

Spadella moretonensis est une espèce de chaetognathes de la famille des Spadellidae.

## Description
Spadella moretonensis possède neuf crochets, trois à quatre dents antérieures et aucune dent postérieure. La longueur maximale d'un adulte est de 4 mm dont la moitié pour la queue. Le corps est ferme et musclé avec une musculature transversale sur le tronc. La tête est large avec des crochets non dentelés et il possède de grands yeux sans tache pigmentaire. Il possède une paire de nageoires latérales courtes, entièrement rayonnées et arrondies sur le tronc et la queue. Le pont de nageoire est absent. La collerette est longue. Absence de diverticules intestinaux. Les vésicules séminales sont ovales et touchent les nageoires postérieures et la nageoire caudale. Les ovaires sont de longueur moyenne avec de gros ovules et ils sont situés dans la région du ganglion ventral. Présence de papilles adhésives et d'appendices adhésifs, les glandes apicales sont absentes.

## Répartition géographique
Spadella moretonensis a été trouvé dans les eaux de la baie Moreton, en Australie.

## Étymologie
Son nom spécifique, composé de moreton et du suffixe latin -ensis, « qui vit dans, qui habite », lui a été donné en référence au lieu de sa découverte, la baie Moreton. 